# Víktor Pankrashkin
Víktor Pankrashkin (translitera al cirílico Виктор Александрович Панкрашкин) ( 10 de diciembre de 1957, Moscú, Rusia - 24 de julio de 1993, ibíd.) fue un jugador de baloncesto soviético. Con 212 cm de estatura, jugaba en el puesto de pívot. Tras destacar durante su adolescencia como jugador de voleibol, en 1976 se pasó al baloncesto y fichó por el SKA de Lvov, de la segunda división soviética. Las dos siguientes temporadas jugó en el SKA de Riga de la primera división, siendo fichado en 1979 por el principal equipo del país, el CSKA de Moscú, en el que jugaría prácticamente toda su carrera y donde ganó varios campeonatos nacionales. Consiguió tres medallas en competiciones internacionales con la selección absoluta de la Unión Soviética: un oro en los Juegos Olímpicos de Seúl 88, una plata en el Eurobasket 87 y un bronce en el Eurobasket 83. Falleció en 1993 de tuberculosis.

## Trayectoria jugador
- 1979-1989 CSKA Moscú
- 1990 Ararat Yerevan